# Хонг Чау
Хонг Чау (англ. Hong Chau; род. 25 июня 1979) — американская актриса вьетнамского происхождения, номинантка на «Оскар», «Золотой глобус», BAFTA, Премию Гильдии киноактёров США и «Выбор критиков». Наиболее известна своими ролями в фильмах «Короче» (2018) и «Кит» (2022).

## Биография
Родилась в 1979 году в Таиланде. В 1997 году окончила Луизианскую школу математики, естественных наук и искусства. Дальнейшее образование получила в Бостонском университете.
В 2006 году дебютировала на телевидении в сериале «В поисках моей Америки». Хонг Чау можно также заметить в телевизионных проектах «C.S.I.: Место преступления», «Морская полиция: Спецотдел», «Американский папаша», «Как я встретил вашу маму», «Моя команда», «Шоу Сары Сильверман», «Перлы моего отца», «Тримей», «Держись, Чарли!», «От «А» до «Я»», «Большая маленькая ложь». В 2014 году дебютировала в большом кино в фильме «Врождённый порок», за который в следующем году получила Приз Роберта Олтмена на 30-й церемонии вручения премии «Независимый дух». В 2017 году Александр Пэйн пригласил Хонг Чау принять участие в своём фильме «Короче». Её персонаж — Нгок Лан Тран, политическая иммигрантка из Вьетнама, потерявшая ногу. Эта роль стала для неё прорывом. Актриса получила номинации на «Золотой глобус», Премию Гильдии киноактёров США и «Выбор критиков» за лучшую женскую роль второго плана. В 2019 году Чау исполнила одну из главных ролей в независимом драматическом фильме «Подъезды». За актерскую работу актриса была номинирована на премию «Независимый дух» за лучшую женскую роль. Её следующими крупными работами на телевидении стали роли в сериалах «Хранители» и «Возвращение домой». В последнем Чау первоначально исполняла второстепенную роль, но во втором сезоне была повышена до основного актёрского состава. В феврале 2021 года Чау присоединилась к актёрскому составу нового фильма Даррена Аронофски «Кит», основанного на одноимённой театральной пьесе Сэмюэла Д. Хантера.

## Фильмография
| Год       |   | Русское название           | Оригинальное название  | Роль              |
| --------- | - | -------------------------- | ---------------------- | ----------------- |
| 2006      | с | В поисках моей Америки     | Finding My America     | Мин               |
| 2008      | с | Шоу Сары Сильверман        | Show Sarah Silverstone | Аси Массиас       |
| 2010      | с | Морская полиция: Спецотдел | Naval Police           | Молли Чо          |
| 2010      | с | Как я встретил вашу маму   | How I Met your mother  | Как Уля           |
| 2010      | с | Моя команда                | My team                | Одри              |
| 2010—2011 | с | Перлы моего отца           | $h*! My Dad Says       | Ди Джей           |
| 2011—2013 | с | Тримей                     | Trimei                 | Лин               |
| 2012      | с | C.S.I.: Место преступления | C.S.I. Crime scene     | Джулия Бланж      |
| 2012      | с | Держись, Чарли!            | Good Luck Charlie      | Тереза            |
| 2014      | ф | Врождённый порок           | Inherent Vice          | Джейд             |
| 2014—2015 | с | От «А» до «Я»              | From A to Z            | Лора              |
| 2017      | с | Американский папаша        | American Dad           | корейская шпионка |
| 2017      | с | Большая маленькая ложь     | Big Little Lies        | Джеки             |
| 2017      | ф | Короче                     | Downsizing             | Нгок Лан Тран     |
| 2018      | ф | Утиное масло               | Duck Butter            | Гло               |
| 2018      | с | Навсегда                   | Forever                | Сара              |
| 2018—2020 | с | Возвращение домой          | Homecoming             | Одри Темпл        |
| 2019      | с | Хранители                  | Watchmen               | Госпожа Чьеу      |
| 2019      | ф | Подъезды                   | Driveways              | Кэти              |
| 2019      | ф | Американка                 | American woman         | Дженни Симада     |
| 2020      | ф | Артемис Фаул               | Artemis Fowl           | Опал Кобои        |
| 2022      | ф | Кит                        | The Whale              | Лиз               |
| 2022      | ф | Меню                       | The Menu               | Эльза             |
| 2023      | с | Ночной агент               | The Night Agent        | Диана Фарр        |

## Награды и номинации
| Год  | Награда                                | Категория                         | Работа           | Результат |
| ---- | -------------------------------------- | --------------------------------- | ---------------- | --------- |
| 2023 | Оскар                                  | Лучшая актриса второго плана      | Кит              | Номинация |
| 2023 | BAFTA                                  | Лучшая актриса второго плана      | Кит              | Номинация |
| 2022 | Ассоциация кинокритиков Чикаго         | Лучшая актриса второго плана      | Кит              | Номинация |
| 2018 | Золотой глобус                         | Лучшая актриса второго плана      | Короче           | Номинация |
| 2018 | Вабор критиков                         | Лучшая актриса второго плана      | Короче           | Номинация |
| 2015 | Независимый дух                        | Приз Роберта Олтмена              | Врождённый порок | Победа    |
| 2020 | Независимый дух                        | Лучшая женская роль               | Подъезды         | Номинация |
| 2024 | Независимый дух                        | Приз Роберта Олтмена              | Появление        | Победа    |
| 2021 | Готэм                                  | Выдающаяся роль второго плана     | Кит              | Номинация |
| 2023 | Премия Лондонского кружка кинокритиков | Лучшая актриса второго плана      | Кит              | Номинация |
| 2018 | Премия Гильдии киноактёров США         | Лучшая женская роль второго плана | Короче           | Победа    |
| 2023 | Премия Гильдии киноактёров США         | Лучшая женская роль второго плана | Кит              | Номинация |